# Snood (datorspel)
Snood är ett digitalt pusselspel skapat av David Dobson år 1996. Idag finns ett flertal versioner av spelet för olika plattformar, såsom Windows, Mac OS Classic, Palm OS, och andra operativsystem. Det finns även en version för miniräknarna TI-83 och TI-84.